# Максимальна молекулярна вологоємність
Максимальна молекулярна вологоємність (ММВ) — метод визначення вологи не видаляємої механічними методами (центрифугування, фільтрування тощо). Використовується в теорії і практиці зневоднення, зокрема корисних копалин. ММВ є, по суті, інтегральною (сумарною) оцінкою ряду видів вологи — капілярної внутрішньої і частково зовнішньої, плівкової, яка механічно не видаляється. Диференціальна їх оцінка за методом ММВ неможлива.
ММВ встановлюється експериментально, наприклад, методом вологоємних середовищ [Архівовано 30 березня 2019 у Wayback Machine.].